# Comuna Rudnea, Ovruci
Rudnea (în ucraineană Руднянська сільська рада) este o comună în raionul Ovruci, regiunea Jîtomîr, Ucraina, formată din satele Berejest, Birkivske, Borutîne, Dumînske, Liudvînivka, Pihoțke, Prîlukî, Rudnea (reședința), Solotîne și Vîstupovîci.

## Demografie
Componența lingvistică a comunei Rudnea
     Ucraineană (96,13%)
     Rusă (2,02%)
     Belarusă (1,43%)
     Alte limbi (0,42%)
Conform recensământului din 2001, majoritatea populației comunei Rudnea era vorbitoare de ucraineană (96,13%), existând în minoritate și vorbitori de rusă (2,02%) și belarusă (1,43%).